# Petyr Kirow
Petar Kirow (bułg. Петър Киров, ur. 17 września 1942 w Kałczewie) – bułgarski zapaśnik. Dwukrotny złoty medalista olimpijski.
Walczył w stylu klasycznym, w kategorii muszej (do 52 kilogramów). Brał udział w trzech igrzyskach (IO 68, IO 72, IO 76), na dwóch zdobywał medale. Triumfował w 1968 i 1972. Był mistrzem świata w 1970, 1971 i 1974. Stawał na podium mistrzostw Europy (złoto w 1967, 1970, 1974 i 1976, srebro w 1968 i brąz w 1972 roku).